# Métèque et mat
Albums de Akhenaton
Sol Invictus
(2001)
Métèque et mat est le premier album solo d'Akhenaton, du groupe IAM, sorti en 1995. 
C'est un album très personnel dans lequel il évoque notamment sa jeunesse à Marseille, ses goûts, sa foi, ses racines. Cet album est le premier solo d'un membre d'IAM et est considéré comme un classique du rap français.

## Conception
En 1993, pendant le mixage d’Ombre est lumière à New York avec IAM, Akhenaton se rend compte qu’il a déjà écrit quelques textes inutilisés,. Il se réunit avec le reste du groupe et, avec leur « bénédiction », il envisage de faire un album solo. Interviewé  en octobre 1995 il déclare : « je voulais me prouver à moi-même que j’étais capable de faire quelque chose sans mes petits copains. »Dans son autobiographie (Akhenaton 2010) il révèle que, se sentant étouffé, il ressentait le besoin de s’isoler.
Emmanuel de Buretel y est d’abord opposé, mais avec le soutien de Laurence Touitou, Delabel lui donne l’autorisation. Il se met alors à écrire des textes supplémentaires et compose, pour la première fois, ses propres musiques . L’enregistrement et le mixage de l’album ont lieu en Italie en 1995, à Naples et à Capri. Akhenaton est accompagné en studio par Nicolas Sansano et Cut Killer (aux platines), la Fonky Family les rejoignant pour enregistrer Bad Boys de Marseille et La Face B,.

« J’avais le choix, j’aurais pu tout enregistrer à Marseille ou à New York mais j’ai opté pour l’Italie, pour la bonne et simple raison que l’album est résolument dans l’esprit d’un retour aux sources italiennes et que le coproducteur, Nick Sansano, est d’origine napolitaine. »

## Analyse et description
Dans cet album, semblant « conçu comme une authentique biographie rappée » et qui se situe « entre introspection et ouverture au monde », Akhenaton y évoque son enfance à Marseille, ses goûts, sa foi, mais aussi ses racines qui sont « les fondations d’un disque sincère », le tout dans une forme d’« épopée intérieure ». 
Napolitain d’origine, il affirme que son souhait d’un « retour aux sources italiennes » se retrouve jusque dans son choix d’enregistrer en Italie. Déjà palpable avec Où sont les roses, les sonorités italiennes, méditerranéennes, sont très présentes. Akhenaton, dans son autobiographie, explique que l’album : « raconte [ses] origines, retrace le parcours de [ses] grands-parents immigrés napolitains, évoque [sa] culture italienne. »
Il débute avec La Cosca, récit du parcours d'un ex-membre de la mafia, avec lequel il « plante un décor. » Puis, le point de départ de ce parcours introspectif, Le Calme comme essence, avec un Akhenaton « apaisé, heureux de retrouver ses racines en paix et en silence. »

« Les valeurs de base ne sont pas si mal quand j'y pense / Je veux vivre simplement avec le calme comme essence. »

— Le Calme comme essence
Marseille occupe également une place centrale.  La ville est en effet très présente dans Météque et Mat, comme dans les albums d'IAM de cette époque, elle sert de cadre à ses récits (Éclater un type des Assedic, Lettre aux hirondelles, Au fin fond d’une contrée, Un Brin de haine). Akhenaton y revendique également une identité marseillaise (Bad Boys de Marseille, feat. Fonky Family). Il décrit le domaine de la rue via des évocations du racisme et de la prison (Un brin de haine, Lettres aux hirondelles). Mais ce n’est pas sous l’angle de la politique qu’il aborde le racisme avec Un brin de haine, son texte porte sur un fait divers probablement inspiré de faits réels. Elle résonne comme une « cruelle fable », de par la construction du récit, avec sa fin funeste, ainsi que l’instrumental qui annonce dès le départ une tragédie. La morale: « Voilà ce qui arrive quand on méprise les hommes et qu’on se fout éperdument de l’éducation de son môme. »
Il y intègre également des touches d’humour comme avec l’interlude d’ Assedic : 3 heures du matin — dans lequel il relate « ses déboires avec la bureaucratie française » —, ou encore lorsqu’il ironise sur sa fascination passée pour l'Amérique dans L'Américano qui s'inspire de Tu vuo' fa' l'americano de Renato Carosone.
Akhenaton, qui s’est converti à l’Islam, laisse place également à des récits teintés de mysticisme, de mythologie, de mélancolie, le tout dans une forme d’autoportrait de son propre éveil : Prométhée, Au fin fond d’une contrée, Je combats avec mes démons ou encore avec Dirigé vers l’Est : « C'est rare, mais j'ai eu la chance, je crois, celle d'être né, d'être appelé deux fois. »

## Réception et critiques
À sa sortie, en octobre 1995, l’album n’a pas un succès immédiat. Les deux premiers singles, L’Americano et La Face B, ne reçoivent pas l’accueil espéré. Puis, en 1996, après avoir enregistré (à New York) plusieurs versions du titre Bad boys de Marseille, avec la participation de la Fonky Family et Shurik’n notamment, mais aussi tourné un clip « se moquant de l’esthétique des feuilletons américains », les ventes de l’album s’améliorent,.
Dans Rap, Hip-hop, 30 années en 150 albums (2012), Sylvain Bertot indique qu’en combinant « titres très légers à d’autres, plus substantiels, Akhenaton finalisait ainsi ce qui demeure sans doute, des années après, l’un des meilleurs solo du rap français. »
Pour Julien Valnet, qui souligne que plusieurs titres sont devenus des classiques par la suite (Bad Boys de Marseille, La Face B, Éclater un type des Assedic, L’Americano ou encore Prométhée), « Akhenaton y confirme toutes ses qualités d’auteur et de producteur. »
Puis, dans Les 100 Albums légendaires du rap, publié en 2013, Olivier Cachin estime lui que l’album est « le plus bel exemple du talent » d’Akhenaton, et qu’il « contient quelques-uns des plus beaux textes écrits » par l’artiste.
Dans Le Rap français, une exploration en 100 albums, Mehdi Maizi écrit que « si elle devient impressionnante au moment de l’École de micro d’argent, la plume d’Akhenaton est déjà bien huilée sur ce premier opus. »

## Ventes et certifications
Métèque et Mat est certifié disque d’or huit mois après sa sortie.

## Liste des pistes
| No  | Titre                                          | Durée |
| --- | ---------------------------------------------- | ----- |
| 1.  | La Cosca                                       | 6:19  |
| 2.  | Le Calme comme essence                         | 4:00  |
| 3.  | Je ne suis pas à plaindre                      | 4:15  |
| 4.  | La Vie de rêve                                 | 0:14  |
| 5.  | Métèque et Mat                                 | 4:45  |
| 6.  | Assedic : 3 heures du matin                    | 1:08  |
| 7.  | Éclater un type des Assedic                    | 4:16  |
| 8.  | Au fin fond d'une contrée…                     | 4:59  |
| 9.  | La Face B                                      | 5:08  |
| 10. | Di Polipo                                      | 0:05  |
| 11. | L'Americano                                    | 4:33  |
| 12. | Lettre aux hirondelles                         | 4:12  |
| 13. | 361 degrés                                     | 1:30  |
| 14. | Dirigé vers l'Est                              | 4:16  |
| 15. | Je suis peut-être…                             | 3:28  |
| 16. | Bad boys de Marseille (featuring Fonky Family) | 4:35  |
| 17. | Prométhée                                      | 4:49  |
| 18. | Un brin de haine                               | 5:08  |
| 19. | Je combats avec mes démons                     | 4:32  |

### Rééditions
L'album fut réédité plusieurs fois, en 1996 et en 1997, avec changements de pistes.
- 1996 : ajout de la piste 20 Bad boys de Marseille (Part. II) (ft. Fonky Family et Shurik'n)
- 1997 :  361 degrés est supprimée de l'album. Ajout de la piste 20 J'ai pas de face.

## Singles
- L'Américano (1995)
- La Face B (1996)
- Bad Boy de Marseille (feat. Fonky Family) (1996)
- J'ai pas de face (1997)

## Clips
- L'Américano (1995)
- Bad Boy de Marseille (feat. Fonky Family & Shurik'n) (1996)
- J'ai pas de face (1997)  Le clip de "La Face B" est également tourné en 1995, mais il ne plaira pas à Akhenaton, il annulera donc la sortie.  Il en postera tout de même une partie sur Instagram en 2023.